# Club Atlético Brown
El Club Atlético Brown, més conegut com a Brown de Adrogué, és un club de futbol argentí de la ciutat d'Adrogué.

## Palmarès
- Primera D (1):
  - 1980
- Primera B (1):
  - 2015